# Nohokomeen-Gletscher
Der Nohokomeen-Gletscher liegt im North Cascades National Park im US-Bundesstaat Washington in einem Talkessel am Nordhang des Jack Mountain. Er ist stark von Gletscherspalten durchzogen, insbesondere in der Mitte seines Verlaufs von 8.200 ft (2.499 m) bis auf 6.100 ft (1.859 m) Höhe. In den letzten 20 Jahren gab der zurückweichende Gletscher einen neuen kleinen See auf 6.260 ft (1.908 m) Höhe frei. Insgesamt ist der Gletscher mit einer Rate von weniger als 100 Yards (91 m) über die letzten 17 bzw. weniger als 900 ft (274 m) in den letzten 46 Jahren weniger stark vom allgemeinen Zurückweichen betroffen als der Durchschnitt in der Kaskadenkette. Dies ist höchstwahrscheinlich auf die große Höhenlage des Gletschers zurückzuführen; viele Gletscher in der Kaskadenkette liegen bis zu 1.000 ft (ca. 300 m) tiefer.